# دورة (تعليم)

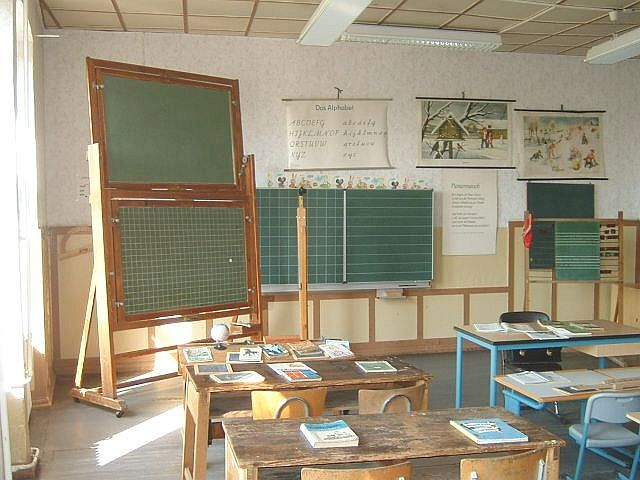

في التعليم العالي في كندا، نيجيريا والولايات المتحدة، الدورة أو المَساق المسار أو هي وحدة التدريس التي تدوم في الأغلب لفصل دراسي أكاديمي واحد، ويقوده معلم واحد أو أكثر (معلمين أو أساتذة)، ولديه قائمة ثابتة بالطلاب. تكون الدورة غالبا ذات محتوى فردى. ربما يستلم الطلاب درجة وائتمان دراسي بعد إكمال الدورة.
في الهند والمملكة المتحدة واستراليا وسنغافورة، بالإضافة لبعض الأجزاء في كندا، الدورة هي برنامَج الدراسات الكامل المطلوب لإكمال شهادة جامعية، وكلمة «وحدة» أو «مَدْيُول» يتم استخدامها للإشارة للدورات الأكاديمية مثلما يتم استخدامها في أجزاء أخرى في العالم، على سبيل المثال أمريكا الشمالية وباقي أوروبا. 
بين الاثنين، في جَنُوب أفريقيا، الدورة الرسمية هي مجموعة كل الدورات (بالمعنى الأمريكي، غالبا ما تُسمى بـ«موديولات») على مدار عام أو نصف عام، مع أنّ المسمى الأمريكي شائع. في الفلبين، الدورة من الممكن أن تكون مادة فردية (يتم الإشارة إليها في الأغلب بواسطة أعضاء هيئة التدريس والمدرسة\الكلية) أو برنامَج كامل (يتم الإشارة إليه في الأغلب بواسطة الطلاب والغرباء). 
الدورات محدودة بالوقت في معظم الجامعات على مستوى العالم، وتدوم في أي مكان من عدة أسابيع لعدة فصول دراسية. من الممكن أن تكون محتوى إلزامي أو «اختياري». لا تكون الدورة الاختيارية مطلوبة في الأغلب، ولكن هناك عدد مطلوب من الدورات الاختيارية الغير المحددة لتخصصات معينة. 

## أنواع الدورات
تتكون الدورات من جلسات فردية، عادةً وفق جدول أسبوعي ثابت. 
هناك أشكال مختلفة للدورات في الجامعات: 
- دورة المحاضرة، حيث يعطى المعلم محاضرات مع أقل أنواع التفاعل
- الندوة، حيث يُحضر الطلاب ويجهزوا أعمالهم الكتابية الأصلية للمناقشة والنقد؛
- الندوة أو دورة القراءة، حيث يعين المعلم قراءات لكل محاضرة، التي تُناقَش حينها عن طريق الأعضاء؛
- الدورة التعليمية، حيث يعمل طالب أو عدد صغير من الطلاب على موضوع ويجتمعون مع المعلم أسبوعيًا للمناقشة والإرشاد.
- دورة الدراسة الفردية الموجهة، حيث يطلب الطالب إنشاء وتسمية مساحة دراسية محددة لنفسهم، التي تكون أكثر تركيزًا وعمقا عن الدورة المعتادة. إنها تحت إشراف عضو من هيئة التدريس وموافق عليه من رئيس القسم ومن الممكن عميد تلك الكلية تحديدًا؛
- بالطبع المختبر، حيث يتم معظم العمل في المختبر.

تدمج كثير من هذه الدورات هذه الصيغ، تتضمن دورات المحاضرات مناقشة أسبوعية للأقسام مع مجموعات صغيرة من الطلاب بقيادة المعلم الأساسى ظن معلم آخر أو معلم مساعد. غالبا ما تدمج دورات المختبر المحاضرات، مناقشات الأقسام ومحاضرات المختبر. 
يُتوقع من الطلاب أن يعملوا أعمالًا مختلفة من أجل الدورة: 
- حضور محاضرات الدورة.
- قراءة ومذاكرة قراءات الدورة المعينة في المنهج الدراسي.
- مناقشة محتوى قرؤه.
- كتابة ورق قصير وطويل بناء على القراءة المعينة وبحثهم المكتبي الخاص.
- إكمال الواجب المنزلي أو مجموعة المسائل.
- ·      إكمال التمرينات المختبر.
- أخذ الاختبارات والامتحانات.

العمل المطلوب تحديدًا يعتمد على الانضباط، الدورة، والمعلم المعين. على عكس معظم دورات الجامعات الأوروبية، يتم تحديد الدرجات عامة عن طريق كل أنواع الأعمال هذه، وليس فقط الامتحان النهائي. 

## المقررات الاختيارية والإلزامية
الدورة الاختيارية هي التي يختارها الطال من عدد من المواد أو الدورات الاختيارية في المنهاج الدراسي. بينما الدورات الإلزامية (تسمى أحيانًا «الدورات الأساسية» أو «دورات التعليم العام») يتم اعتبارهم أساسيين للحصول على شهادة أكاديمية، تميل الدورات الاختيارية أن تكون أكثر تخصصا. تحتوى الدورات الاختيارية عادة على عدد طلاب أقل من الدورات الإلزامية. 
يستخدم المصطلح "اختياري" أيضًا للتعبير عن فترة دراسة طبية مجراة بعيدًا عن كلية الطب بموطن الطالب، في الأغلب خارج البلاد. تتضمن المحفزات لاختيار برنامَج مثل هذا أمنية لتجربة الثقافات الأخرى وتعلم كيفية العمل في المواقف الطبية في البلاد الأخرى.
عادة، تتطلب جامعات أمريكا الشمالية أن يحصل الطلاب على سَعَة من المعرفة في مختلف التخصصات وعمق في المعرفة في مساحة مختارة محددة لمادة، تعرف بتخصص. لذلك، يُطلب من طلاب الآداب أو العلوم الإنسانية أن يأخذوا بعض الدورات العلمية والعكس صحيح. في الطبيعى، يكون للطلاب حرية اختيار دوراتهم المختارة من بين عدد واسع من الاختيارات التي تعرضها الجامعة، طالما يملك الطلاب المعرفة المحددة سابقًا لفهم المادة التي يتم تعليمها، التخصص في اللغة الإنجليزية على سبيل المثال، ريما يدرس أيضا كيمياء، أحياء، فيزياء أو أيضا رياضيات ولغة أجنبية لسنة أو اثنين. 
كما تعرض أيضا الدورات الاختيارية في السنتين الثالثة والرابعة بالجامعة، مع أن الاختيار سيكون أكثر تقييدا وسيعتمد على التخصص المحدد الذي اختاره الطالب. على سبيل المثال في جامعة كولومبيا البريطانية، سيجب على الطلاب الذين ينوون التخصص في اللغة السنسكريتية كجزء من التخصص في اللغة الآسيوية إتمام بعض الدورات في اللغة السنسكريتية والهندوستانية أو البنجابية خلال أول سنيتن من الجامعة، بجانب الدورات الإضافية في اللغات الأخرى الهندية في السنتين الثالثة والرابعة من الدراسة. بالإضافة لهذه الدورات الإلزامية، يختار الطلاب في الدورات الاختيارية للسنة الثالثة والرابعة بين مواضيع غير متعلقة مباشرة بالهند، مثل التاريخ والثقافة للصين، اليابان أو اندونيسيا.

## نظام ترقيم الدورة
في الولايات المتحدة، تنفذ معظم الجامعات نظام ترقيمي للدورة حيث يتم تعريف كل دورة باسم التخصص (أو اختصار لها) يتبعه 3 أو 4 أرقام – على سبيل المثال، CS 123. النظام الترقيمي الشائع هذا تم تصميمه لجعل الانتقال بين الكليات أسهل. نظريًا، أي دورة مرقمة في مؤسسة أكاديمية واحدة من المفترض أن تصب بالطالب لنفس المعيار من دورة تحمل نفس الترقيم في مؤسسات أخرى.
يتعلق الرقْم الأول من الدورة المرقمة بالمستوى، أو الصعوبة النسبية للدورة،   ويتوافق تقريبيا مع السنة الدراسية التي أُخذت فيها الدورة. إنه من الشائع أن يمثل الرقْم الثاني الحقل الفرعي في القسم الذي يعرضه الدورة – على سبيل المثال، في قسم الفيزياء، ربما تكون كل الدورات المرقمة PHYS 47xx عن المغنطيسية، وربما تكون كل الدورات المرقمة PHYS 48xx عن علم البصريات. هذا النسب من الأرقام الثالثة والرابعة هي أقل توحيدًا، ولكن على العموم، تميل تسلسلات الدورات المرقمة أن تكون أرقامها على التوالي، مع وجود فجوات بين مثل هذه التسلسلات للإشارة لمجموعة مختلفة من الدورات. 
يتم استخدام رقْم الدورة 101 في الأغلب للدورات التقديمية لمستوى المبتدئ في مجال مادة القسم. 